# Carmelo Hurtado
Carmelo Hurtado es una serie boliviana realizada por Santa Cruz Films Producciones el año 1986. y estrenada en horario estelar  el 11 de enero de 1987 por Cruceña de Televisión.

## Sinopsis
Narra la vida y aventuras de un músico y héroe del Oriente boliviano en la década de los treinta. Carmelo era un perseguido por la ley que repartía justicia para los pobres.

### 1ª temporada
“Carmelo Hurtado”, clarinetista, bohemio y guitarrero se ve obligado a emigrar desde su ciudad natal, Santa Cruz de la Sierra, como consecuencia de haber matado a un hombre que violó y asesino a su hermana menor. Desde allí parte a Concepción sin más atuendo que su clarinete y, obviamente armado, porque ya es un “prófugo de la justicia”.
Nuestro personaje hace frente a sus perseguidores y mata en defensa propia, deambula por los montes y mata por subsistir. 
Es descubierto por gente humilde y comparte con ellas sus desdichas. Cabalga con su Winchester y es protegido por su fiel amante, que cura sus heridas y le brinda calor en la soledad de la selva.
A raíz de su fuga, empieza su sañuda persecución para convertirse en el bandido legendario, que por las circunstancias y maledicencias de la gente, lo tipifican como tal. 

## Producción

Misiones en Concepción, locación principal de la trama.

- Esta producción fue la primera al fundarse SAFIPRO.

- Iniciativa y participación del abogado Efraín Capobianco Barbery, Enrique Alfonso Pérez, su esposa María del Carmen Natusch Cuellar y Gloria Natush Cuellar, con el asesoramiento técnico del reconocido cineasta nacional Juan Miranda, que junto con Alfonso dirigieron esta teleserie en sus primeros 15 capítulos. Efraín Capobianco Barbery creó el guion estructural y Alfonso dio vida escénica al guion.

- El equipo se trasladó a Concepción para realizar lo que creían que sería un cortometraje.

- Recopilaron anécdotas hablando con distintas personas de la zona, especialmente personas ancianas. Cuando volvieron, el corto se había convertido en una idea una miniserie de cinco capítulos. Finalmente Carmelo Hurtado no se limitó a una miniserie de solo cinco capítulos, sino a una de quince capítulos y posteriormente la segunda temporada re-titulada Carmelo Hurtado - El Retorno.
- La primera escena que se grabó fue Carmelo llega a caballo, pasa por la Iglesia "La Purísima Concepción", hay grupo de mujeres bailando "zarao". La fotografía del ojo mágico de Juan Miranda hizo que la toma del templo chiquitano resalte en su totalidad.
- «Se podría decir que es la primera imagen capturada de la iglesia de la Purísima Concepción después de su remodelación y reconstrucción, la misma que sirvió como vehículo para promocionar el turismo al pueblo y a la iglesia», señaló Efraín Capobianco.

## Elenco
En Orden de la Apertura
| Actor/Actriz                           | Personaje                       |
| -------------------------------------- | ------------------------------- |
| Enrique Alfonso                        | Carmelo Hurtado                 |
| Agustín Saavedra                       | Ruperto                         |
| Efraín Capobianco                      | Pablo Busch                     |
| María del Carmen de Alfonso            | María                           |
| Lorgio Jordán                          | Melquiades                      |
| Etelvina Peña                          | Teófila                         |
| Sandra Parada                          | Teresa                          |
| Juan Carlos Zambrana                   | Germán Busch                    |
| Carlos Jordán                          | Rómulo Ribera                   |
| Joao José Antonio                      | José Antonio - El Brasileño     |
| Marcia Capobianco                      | Anita                           |
| Ricardo Alfonso                        | Carmelo Hurtado (niño)          |
| Antonio Anzoategui                     | Carretero - Erasmo Vaca         |
| Dinny Matienzo                         | Nieta de Carmelo - Carmen       |
| Luis Valenzuela                        | Gerente - Sr. Saucedo           |
| Raúl Bauer                             | Periodista - Alejandro Castillo |
| Sandra Sorich                          | Chavelita                       |
| Bernardo Céspedes                      | Policía                         |
| Sandra Mercado                         | Secretaría                      |
| Udalrico Zambrana                      | Agapito                         |
| Genoveva Quevedo                       | Clara                           |
| Claudia Alfonso                        | Hija de Carmelo                 |
| Carlos Callaú                          | Mariano Montenegro              |
| Widen Sorich                           | Pánfilo                         |
| Arminda Céspedes                       | Mamá de Clara                   |
| Roxana Capobianco                      | Clara Joven                     |
| Enrique Alfonso Jr.                    | Carmelo Joven                   |
| Delmiro Vargas                         | Cazarrecompensas                |
| Jua Ángel Caballero                    | Celso                           |
| Yimmy Castedo                          | Joaquin Pedraza                 |
| Andrés Lladó                           | El Cura - Padre José            |
| Miguel Ángel López                     | Chuño                           |
| Amansio López                          | Paico                           |
| Any Barroso                            | Paica - Asunta                  |
| Percy Román                            | Ceferino Diaz                   |
| Franz Viscarra                         | Tabernero                       |
| Cuco Eguez                             | Pregonero                       |
| Arcelio Salvatierra "Chuto de Porongo" | Cameo                           |
| Andrés Efraín Capobianco               | Gendarme 1                      |
| Armengol Vaca                          | Gendarme 2                      |
| Ricardo Tabora                         | Chacho                          |
| Mauricio Castro                        | Tito                            |
| Frida Soria                            | Cameo                           |
| Juan Carlos Natusch                    | Gendarme 3                      |
| Luis Fernando Natusch                  | Gendarme 4                      |
| Jorge Nemo                             | Pedro Ruiz                      |
| Benigno Aguilera                       | Clarinetista- Ciego             |
| Odin Bauer                             | Cacique Apaé                    |
| Manuel Barbery                         | Hacendado                       |
| Manuel Villarroel                      | Ayudante del hacendado          |
| Sergio Justiniano                      | Aurelio                         |
| Ñeca Junis                             | Abigail                         |
| Olga Justiniano                        | Leñadora                        |
| Lidia de Asin                          | Mujer Paica                     |
| Mireya de Diaz Villavicencio           | Ernestina                       |
| Margot Salas                           | Zoila                           |
| María Julia Gutiérrez Chavez           | Mamá de Teresa                  |
| Maria Luisa Natusch                    | Rosita                          |
| Edmundo Ribera                         | Capataz                         |
| Cocky Murillo                          | Gendarme 5                      |
| Orlando Jordán                         | Cameo                           |
| Luis Fernando Aburdene Alfonso         | Nieto de Carmelo                |
| Enrique Alfonso "Senior"               | Carmelo Anciano                 |

## Tema musical
´´Canción para Carmelo´´ - Rosina Bojorquez
El Tema principal es creado por Enrique Alfonso e  interpretado por la profesional de origen mexicano Bojórquez. Fue estrenado para la difusión del último episodio de la serie para el final de los créditos el domingo 19 de abril de 1987.

## Locaciones
La locación principal de esta teleserie fue Concepción lugar de la correrías del bandolero romántico Carmelo Hurtado
- CONCEPCION
- Iglesia de la Purísima Concepcón
- Casa de Olga Capobianco
- Propiedad de Manuel Barbery
- Paurito
- Cotoca
- Porongo
- Plaza de Porongo
- La Loma - Comunidad Pozo Colorao
- Castillo de Orlando
- Propiedad El Bajío de Gustavo Urenda
- Río Piraí
- Vivero Carlos Sikerlei
- Cementerio del Parque Industrial
- Cementerio de Cotoca
- Laguna de Tom Hackett
- Banco Boliviano Americano Chichi Siles
- Casa de Gloria Natusch Hamacas calle 5 Oeste

## Premios
• 'Premio Cóndor de Plata
- Datos: Q5752380